# Mnevis
Mnevis (nella trascrizione greco-latina) è una divinità egizia appartenente alla religione dell'antico Egitto. Era il toro sacro della città di Eliopoli.

Il nome in lingua egizia era: 
| mr · r | G36 · O4 | E1 |

 (mr-wr).
Come Api di Menfi si tratta di un'antica divinità della vegetazione.
Le prime citazioni che si possiedono di questo toro sono di epoca amarniana ma la sua origine sembra molto più antica.
Mnevis era un toro nero con spighe sul corpo che ne costituivano i segni distintivi. Come Api possedeva una mandria sacra.